# 武拜
武拜（1595年—1665年），又作吴拜，瓜尔佳氏，正白旗满洲人，清朝初年将领，武理堪长子。
武理堪去世后，武拜袭管佐领事。十六岁，随军攻略明朝抚顺，箭矢中额而不顾。后授侍卫，后金天命四年（1619年），从征叶赫。受重伤力战，赏良马。天命六年（1621年），在寿山从破明军，授骑都尉。以年少建功，视一等大臣例隶千人。天命十一年（1626年），以蒙古巴林部贝勒囊努兔背盟，随军征伐，杀百人，清太宗皇太极继位后，擢升他为十六大臣，佐理镶白旗事。天聪四年（1630年），跟随阿敏守永平，夜间击破明步兵营，授前锋参领。天聪五年，同参领苏达喇赴锦州侦敌。天聪六年，参与攻打察哈尔，率精锐先行。后金军攻克归化城后，奉命抚辑降户。天聪八年（1634年），率领右军与额驸多尔济攻大同，击败明朝总兵曹文诏军，再与承政阿什达尔汉等招察哈尔林丹汗之子额哲及大臣来归降后金。天聪九年，攻打明朝大凌河屯兵，攻克松山城南台堡，叙功晋三等轻车都尉。清朝崇德元年（1636年）冬，跟随皇太极攻打朝鲜。次年授前锋统领，列议政大臣。崇德三年（1638年），攻打明朝宁远、洪山口、罗文峪、密云等地。崇德六年（1641年），因围攻锦州不力获罪，释免。崇德七年，跟随阿巴泰在丰润、三河、静海及通州击败明军。崇德八年，跟随济尔哈朗攻打明朝中后所、前屯卫。十一月，改任正白旗副都统。顺治元年（1644年），随多尔衮入山海关，追李自成农民军至望都。顺治二年，担任内大臣，顺治三年（1646年），随多铎镇压苏尼特部长腾机思之乱。顺治四年，随巩阿岱、何洛会驻防宣化，晋一等子，屡晋二等伯。顺治八年（1651年），与罗什博尔辉等举发英亲王阿济格谋干政事，晋升为三等侯。以党附和罗什博尔辉罪，削职籍没。顺治十五年，叙功，复一等子爵，世袭罔替。去世后，谥果壮。